# Mariehønen (film fra 1974)
|  | Denne artikel er oprettet af botten Steenthbot ud fra en ekstern database. Den kan derfor have sproglige fejl eller mangler. Denne skabelon kan fjernes efter kontrol af indholdet. |

 For alternative betydninger, se Mariehønen. (Se også artikler, som begynder med Mariehønen)
Mariehønen er en dansk animationsfilm fra 1974.